# C. Peter Wagner

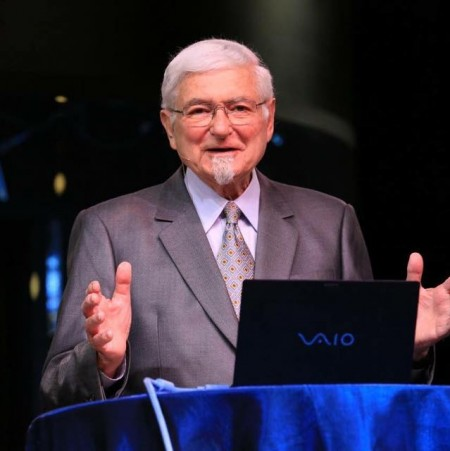
C. Peter Wagner

Charles Peter Wagner (* 15. August 1930 in New York, New York; † 21. Oktober 2016 in Colorado Springs, Colorado) war ein US-amerikanischer evangelikaler Theologe, evangelischer Missionar, Missionswissenschaftler, Referent, Autor und Experte zu Gemeindeaufbau, Gemeindewachstum und der neuen apostolischen Bewegung. Wagner gilt als Mitbegründer des umstrittenen Konzeptes der geistlichen Kampfführung.

## Leben
Wagner studierte an der Rutgers University in New Jersey, wo er 1952 einen Bachelor in Agrarwissenschaften machte. Nach einer Bekehrung zum christlichen Glauben besuchte er das Fuller Theological Seminary in Pasadena, wo er 1955 den Master of Divinity erwarb. Später erhielt er noch einen theologischen Abschluss vom Princeton Theological Seminary der Princeton University und einen Ph.D. in Anthropologie von der Universität von Südkalifornien.
1955 wurde er von der kongregationalen christlichen Konferenz ordiniert. Mit seiner Frau war er 1956 bis 1971 als Missionar der South American Mission und der Andes Evangelical Mission in den bolivianischen Anden tätig. 1971 bis 2001 war er als Professor für Gemeindewachstum an der Schule für Weltmission (heute: Schule für interkulturelle Studien) und als Vizepräsident des Fuller Theological Seminary im kalifornischen Pasadena tätig. Zuerst studierte er noch beim Schulgründer und Gemeindewachstumsspezialisten Donald McGavran, später lehrte er zusammen mit dem Pastor John Wimber zu den Themen Zeichen, Wunder und Gemeindewachstum bis 1991. Danach trennten sich ihre Wege, weil Wagner eine aktive geistliche Kampfführung für die Kirche propagierte, worin Wimber nüchterner war und diesen Weg ablehnte.
Wagner wurde 1974 Mitglied des Lausanner Komitees für die Weltevangelisation und diente sieben Jahre lang im Vorstand der Lausanner Bewegung. Als erster Vorsitzender der Arbeitsgruppe Lausanne-Strategie konzentrierte er sich auf die Erreichung unerreichter Volksgruppen mit dem Evangelium von Jesus Christus.
1985 wurde Wagner zum Gründungspräsidenten der nordamerikanischen Gesellschaft für kirchliches Wachstum und prägte den Begriff Dritte Welle, um nichtcharismatische Evangelikale zu beschreiben, die an Zeichen und Wunder glauben. Er war auch Direktor und Koordinator für die AD 2000 United Prayer Mobilization Track, eine interkonfessionelle Gebetsgruppe. Dort prägte er auch den Begriff 10/40-Fenster, das die geografische Welt des Islam, Hinduismus und Buddhismus umfasst.
Er war 1993 Gründer und Präsident von Global Harvest Ministries, einer Missionsgesellschaft, und Gründer und Kanzler von Wagner Leadership Institute, einer neoapostolischen Bewegung, die neue christliche Kirchen gründen oder alte reformieren will. Zudem war er Mitbegründer des World Prayer Center (deutsch: Weltgebetszentrum).
Wagner wurde am 23. September ins Spital eingeliefert und starb am 21. Oktober 2016, nachdem er schon vorher an teilweisem Herzversagen gelitten hatte und sich zwei Operationen unterziehen musste.

## Lehre
Wagner war einer der Pioniere und Systematiker des Gemeindebaus, der Gemeindewachstumsbewegung und trat für systematische Gemeindegründungen ein. So erläuterte er bereits 1993 am Schweizer Kongress für Gemeindegründung seine Visionen und Ideen, die auch von der DAWN-Strategie inspiriert waren. Er war überzeugt, dass Gemeindegründung die wirksamste Methode der Evangelisation diesseits des Himmels sei.
Wagner lehrte später auch, dass die christliche Gemeinden Aufträge zur geistlichen Kampfführung (englisch: Spiritual Warfare) und zum Herrschen (englisch: Dominion Mandate) auf Erden haben, wie sie schon Cindy Jacobs propagiert hatte. Er übernahm die Idee der Sieben Hügel, die mit modernen Aposteln und Propheten besetzt werden sollen. Das betraf die Bereiche Religion, Familie, Erziehung, Medien, Regierung, Kunst/Unterhaltung und Wirtschaft. Er leitete auch zum Erstellen geistlicher Landkarten (englisch: Spiritual Mapping) an. Er identifizierte Apostel und Propheten auf der ganzen Welt und propagierte nach dem Jahr 2000 mit Chuck Pierce einen Durchbruch dieser neuen Apostolischen Reformation.

## Kritik
Während seine Erkenntnisse und Verdienste zu Gemeindebau und Gemeindewachstum weithin anerkannt werden, sind seine neueren Lehren zu geistlicher Kampfführung, Herrschaft und spirituellen Landschaften unter Christen umstritten und werden auch von vielen evangelikalen Theologen abgelehnt, weil sie als überzeichnet gelten und letztlich schwer zu fassen und zu überprüfen sind.

## Familie
Wagner heiratete 1950 Doris Mueller, sie hatten zusammen drei Kinder.

## Schriften (Auswahl)
Wagner hat mehr als 70 Bücher geschrieben, die auch in verschiedene Sprachen übersetzt wurden.
- Latin American Theology. Radical or Evangelical, Eerdmans, Grand Rapids 1970.
- Your Spiritual Gifts Can Help Your Church Grow, Regal Books, 1979, 1994, 2005 und Chosen Books, 2017, ISBN 978-0-8007-9836-9.
  - Die Gaben des Geistes für den Gemeindeaufbau, 1986; neuer Titel: Entdecke deine Geistesgaben: Der Leitfaden, um deine Geistesgaben zu identifizieren und zu verstehen.William Carey Verlag, 2014, ISBN 978-3-944108-41-4 (mehrere Auflagen).
- Strategies for Church Growth, Regal Books, 1987, ISBN 0-8307-1170-8.
  - Lektionen aus der Weltweiten Erweckung – Geistliche Vollmacht im Gemeindeaufbau. Projektion J, Wiesbaden 1986.
- How to Have a Healing Ministry, Regal Books, 1988, ISBN 0-8307-1297-6.
- Engaging the Enemy, Regal Books, 1991.
- Prayer Warrior Series, Regal Books, 1992–1997:
  - Warfare Prayer: How to Seek God's Power and Protection in the Battle to Build His Kingdom, ISBN 0-8307-1534-7; Neuauflage: Warfare Prayer: What the Bible Says about Spiritual Warfare, Destiny Image Publishers 2013, ISBN 978-0-76843-107-0. 
    - Das offensive Gebet. Teil I einer Trilogie über Gebet. Projektion J, Wiesbaden 1992, ISBN 978-3-925352-72-0

  - Prayer Shield: How to intercede for pastors, Christian leaders, and others on the spiritual frontlines, Chosen Books, 2014, ISBN 0-8307-1573-8.
  - Confronting the Powers: How the New Testament Church Experienced the Power of Strategic-Level Spiritual Warfare, ISBN 0-8307-1819-2.
  - Praying with Power: How to Pray Effectively and Hear Clearly from God, Destiny Image Publishers, 2008, ISBN 978-0-76842-653-3.
- The Everychurch Guide to Growth: How Any Plateaued Church Can Grow, B&H Publishing Group, 1998, ISBN 0-8054-0192-X.
- The New Apostolic Churches, Regal Books, 1998, ISBN 0-8307-2137-1.
- Churchquake! Regal Books, 1999, ISBN 0-8307-1918-0.
- Apostles and Prophets: The Foundation of the Church, Chosen Books, 2000, ISBN 0-8007-9732-9.
  - Apostel und Propheten: Die Grundlage der Gemeinde, William Carey Verlag, 2014, ISBN 978-3-944108-40-7.
- Spheres of Authority: Apostles in Today's Church, Wagner Publications, 2002, ISBN 1-58502-025-7.
- Changing Church, Regal Books, 2004, ISBN 0-8307-3278-0.
- Freedom from the Religious Spirit, Regal Books, 2005, ISBN 0-8307-3670-0; Baker Publishing Group, 2005, ISBN 0-8007-9748-5.
- Church in the Workplace: How God's People Can Transform Society, Regal Books, 2006, ISBN 978-0-83073-910-3.
- Dominion: How Kingdom Action Can Change the World, Chosen Books, 2008, ISBN 978-0-8007-9435-4; Destiny Image Publishers, 2022, ISBN 978-0-7684-6164-0.
- The Book Of Acts: A Commentary, Regal Books, 2008, ISBN 978-0-8307-4595-1.
- Church Planting for a Greater Harvest: A Comprehensive Guide, Wipf und Stock, 2010, ISBN 978-1-60899-441-0.
- Apostles Today, Chosen Books, 2012, ISBN 978-0-80079-733-1.
  - Apostel Heute: Biblische Regierung für biblische Kraft. William Carey Verlag, 2014, ISBN 978-3-944108-39-1.
- Territorial Spirits: Practical Strategies for How to Crush the Enemy Through Spiritual Warfare, Destiny Image Publishers, 2012, ISBN 978-0-76844-067-6. 
  - Territoriale Mächte – Ebenen der strategischen Kampfführung, Gottfried Bernard, 1991, ISBN 978-3-925968-49-5.
- The Great Transfer of Wealth: Financial Release for Advancing God's Kingdom, Whitaker House, 2014, ISBN 978-1-62911-281-7.
  - Der große Wohlstandstransfer: Die Finanzierung des Reiches Gottes, William Carey, 2015, ISBN 978-3-944108-67-4.
- Breaking (Spiritual) Strongholds in Your City, Destiny Image Publishers, 2015, ISBN 978-0-7684-0769-3.
- Finding Your Spiritual Gifts Questionnaire: The Easy-to-Use, Self-Guided Questionnaire, Baker Publishing Group, Grand Rapids 2017, ISBN 978-0-8007-9834-5.